# Arild Holm
Arild Ragnar Holm (Stjørdal, 11 febbraio 1942 – Oslo, 27 febbraio 2024) è stato uno sciatore alpino, allenatore di sci alpino e dirigente sportivo norvegese.

## Biografia
Sciatore polivalente, Arild Holm debuttò in campo internazionale in occasione del trofeo del Lauberhorn 1959 (Wengen, 9-10 gennaio), dove si classificò 59º nella discesa libera; ai Mondiali di Chamonix 1962 (10-17 febbraio), sua prima presenza iridata, si piazzò 28º nella discesa libera, 29º nello slalom gigante, 15º nello slalom speciale e 7º nella combinata e nello stesso anno vinse lo slalom speciale e fu 2º nella combinata del trofeo Holmenkollen-Kandahar (Holmenkollen, 2-4 marzo). Nell'edizione 1963 del medesimo trofeo (Holmenkollen, 14-15 marzo) si classificò 2º sia nello slalom gigante sia nella combinata; l'anno dopo partecipò ai IX Giochi olimpici invernali di Innsbruck 1964 (29 gennaio-9 febbraio), sua unica presenza olimpica, dove si piazzò 38º nella discesa libera, 21º nello slalom gigante, 35º nello slalom speciale e 16º nella combinata, disputata in sede olimpica ma valida solo ai fini dei Mondiali 1964.
Le sue ultime gare internazionali furono quelle del trofeo dell'Hahnenkamm 1966 (Kitzbühel, 22-23 gennaio), dove fu 53º nella discesa libera, 21º nello slalom speciale e 19º nella combinata, mentre il suo congedo agonistico avvenne in occasione dei Campionati norvegesi 1966 (Oppdal, 4-6 marzo), dove vinse la medaglia d'argento nello slalom gigante e nella combinata e quella di bronzo nello slalom speciale. Dopo il ritirò lavorò per decenni nei quadri della Federazione sciistica della Norvegia, prima come allenatore (dal 1972) poi ricoprendo altre mansioni (in particolare come preparatore delle piste e organizzatore delle gare) fino al 2012, e come delegato tecnico della Federazione internazionale sci fino al 2023.

## Palmarès

### Classiche
Holmenkollen-Kandahar
- 1 vittoria (slalom speciale a Holmenkollen 1962)

### Campionati norvegesi
- 26 medaglie[senza fonte]:
  - 15 ori (discesa libera, slalom gigante, combinata nel 1961; slalom gigante, slalom speciale, combinata nel 1962; discesa libera, slalom gigante, slalom speciale, combinata nel 1963; discesa libera, slalom gigante nel 1964; slalom gigante, slalom speciale, combinata nel 1965)[8]
  - 8 argenti (slalom speciale, combinata nel 1959; combinata nel 1960; slalom speciale nel 1961; combinata nel 1964; discesa libera nel 1965; slalom gigante, combinata nel 1966)
  -  3 bronzi (slalom gigante nel 1959; slalom speciale nel 1960; slalom speciale nel 1966)[senza fonte]